# ديزموند فورد
ديزموند فورد (بالإنجليزية: Desmond Ford)‏‏ (2 فبراير 1929 في تاونسفيل - 11 مارس 2019 في سن شاين كوست) عالم عقيدة من أستراليا.